# Sint-Lambertuskerk (Sint-Lambrechts-Woluwe)

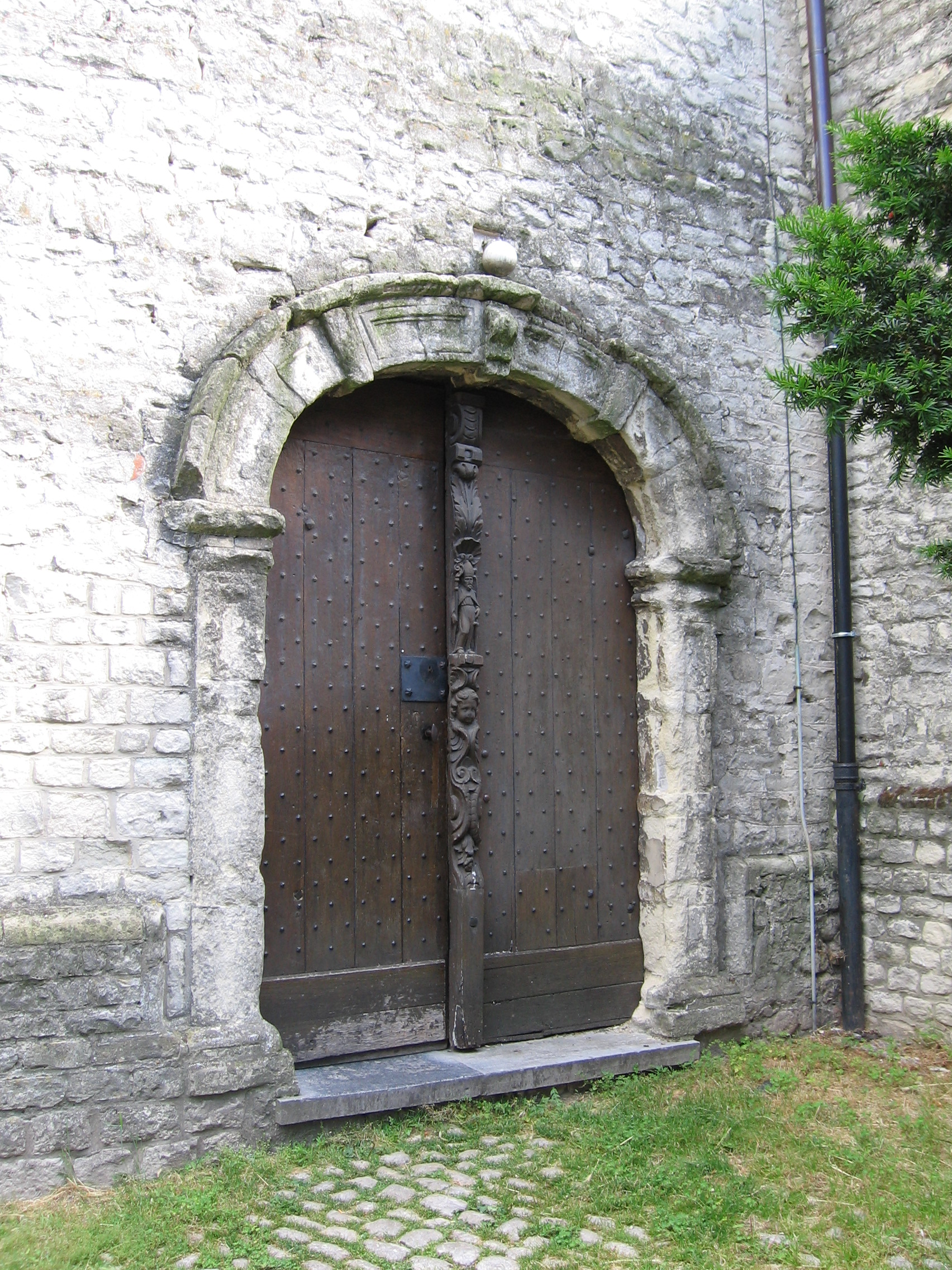
Zijingang in de kerktoren

De Sint-Lambertuskerk, ook wel genoemd Sint-Lambrechtskerk (Frans: Église Saint-Lambert), is een rooms-katholiek kerkgebouw in de Belgische gemeente Sint-Lambrechts-Woluwe in het Brussels Hoofdstedelijk Gewest. De kerk is in de 12e eeuw gebouwd en in 1939 uitgebreid.
Ten zuiden van de kerk staat 't Hof van Brussel en op ongeveer 400 meter ten zuiden van de kerk staat de Sint-Pieterskerk.

## Geschiedenis
De kerk is oorspronkelijk in Romaanse stijl gebouwd
De vierkante klokkentoren en de rechter zijbeuk dateren uit de 12e eeuw.
De kerk is gewijd aan Lambertus van Maastricht die zijn naam heeft geleend aan de plaats Sint-Lambrechts-Woluwe.
In 1939 is de kerk gerestaureerd en uitgebreid onder leiding van de architect Chrétien Veraart (1872-1951).
Het gebouw is sinds 1942 beschermd als onroerend erfgoed.